# Поддембовець
Поддембовець (пол. Poddębowiec) — село в Польщі, у гміні Сташув Сташовського повіту Свентокшиського воєводства.
Населення — 134 особи (2011).
У 1975-1998 роках село належало до Тарнобжезького воєводства.

## Демографія
Демографічна структура на день 31 березня 2011 року:
|          | Загалом | Допрацездатний вік | Працездатний вік | Постпрацездатний вік |
| -------- | ------- | ------------------ | ---------------- | -------------------- |
| Чоловіки | 72      | 12                 | 57               | 3                    |
| Жінки    | 62      | 14                 | 35               | 13                   |
| Разом    | 134     | 26                 | 92               | 16                   |